# Bude (Royaume-Uni)
Pour l’article homonyme, voir Bude.
Bude est une ville dans le nord des Cornouailles, au Royaume-Uni. C'est une petite ville balnéaire dans la paroisse civile de Bude-Stratton et à l'embouchure de la rivière Neet (aussi connu localement comme la rivière Strat). Elle était autrefois parfois connue sous le nom de Bude Haven. 
Elle est située le long de la route A3073 au large de la A39. Bude est jumelée avec la commune bretonne de Ergué-Gabéric, en France.
Le port a été important, puis l'activité d'extraction de sable, sur le territoire de la commune, utilisé pour améliorer les sols marécageux. La cité est une destination balnéaire populaire aux XXe et XXIe siècles.

## Personnalités liées à la ville
- Pamela Colman-Smith (1878-1951), surnommée Pixie, artiste et illustratrice symboliste britannique, y est morte ;
- Alan Leo (1860-1917), astrologue, théosophe et franc-maçon britannique, y est mort.